# Ciceu-Giurgești
Ciceu-Giurgești is een Roemeense gemeente in het district Bistrița-Năsăud.
Ciceu-Giurgești telt 1737 inwoners.